# Wojciech Ryłko
Wojciech Ryłko (ur. 13 kwietnia 1950 w Krakowie, zm. 7 czerwca 2019 w Krakowie) – kartograf geologiczny specjalizujący się w badaniu Karpat.
Wykonał i opublikował szereg map geologicznych różnej skali. Dodatkowym przedmiotem jego badań była także geologia naftowa i poszukiwanie surowców energetycznych. Brał udział w szeregu projektów geologicznych i wypraw geologicznych do krajów karpackich.

## Życiorys
Wojciech Ryłko urodził się 13 kwietnia 1950 roku w Krakowie. W 1969 r., po ukończeniu nauki w Technikum Geologicznym, rozpoczął studia na Wydziale Geologiczno-Poszukiwawczym Akademii Górniczo-Hutniczej. W 1974 r. obronił tytuł magistra inżyniera geologa górniczego ze specjalizacją geologia złóż ropy naftowej i gazu ziemnego na podstawie pracy: Analiza objawów bitumicznych w odwierconym przekroju Wetlina-Zatwarnica w Bieszczadach, napisanej pod kierunkiem prof. R. Ney’a. W tym samym roku został zatrudniony w Zakładzie Geologii Strukturalnej i Bituminów w Oddziale Karpackim Państwowego Instytutu Geologicznego (OK PIG) jako p.o. asystent, później asystent i starszy asystent. Od 2003 r., aż do przejścia na emeryturę, pracował na stanowisku głównego specjalisty badawczo-technicznego.
W latach 1978–1989 kierował Pracownią Zdjęć i Map Geologicznych w Zakładzie Geologii Regionalnej Badań Podstawowych w Oddziale Karpackim. Jego zainteresowania zawodowe koncentrowały się wokół kartografii geologicznej i problematyki poszukiwań węglowodorów w Karpatach Zachodnich, różniących się budową od roponośnych Karpat Wschodnich. Wojciech Ryłko prowadził samodzielne prace kartograficzne na obszarze płaszczowiny magurskiej w dorzeczu górnej Soły. Ich efektem było m.in. wydzielenie w obrębie tej jednostki bystrzyckiej strefy tektoniczno-facjalnej.
Współpracował, w ramach Komisji Geologicznej RWPG, przy opracowaniu zbiorczej charakterystyki węglowodorów z terenu Karpat odkrytych po 1975 r. Podczas prac związanych z profilowaniem otworu Bystra IG-1 została zlokalizowana strefa, w której utwory fliszowe były nasycone węglowodorami.
W latach 1978–1980 Wojciech Ryłko zajmował się analizą cech fizycznych i składu chemicznego rop karpackich – wyróżnił dwa podstawowe ich typy i dokonał analizy rozmieszczenia w polskiej części karpackiej prowincji roponośnej.
W ramach realizacji programu dotyczącego badań układu przestrzennego dyslokacji w utworach fliszowych pod kątem ich roli w migracji węglowodorów i wód, wykonał szczegółowe zdjęcie geologiczne (1:10 000 i 1:25 000) płaszczowiny magurskiej w południowej części Beskidu Żywieckiego. Wyniki tych badań oraz sporządzona mapa geologiczna stały się podstawą rozprawy doktorskiej, którą obronił w 1984 roku.
W roku 1995 Wojciechowi Ryłko przyznano uprawnienia kategorii VIII w zakresie wykonywania prac kartografii geologicznej wraz z projektowaniem i dokumentowaniem tych prac.
W 1997 r. otrzymał honorową odznakę Zasłużony dla Polskiej Geologii. W latach 1998–2001 kierował Sekcją Geologii Regionalnej Karpat i Przedgórza w OK.
W 1998 r. Wojciech Ryłko został uhonorowany przez dyrektora instytutu nagrodą specjalną za udział w przygotowaniu i przeprowadzeniu Konferencji Dyrektorów Europejskich Służb Geologicznych FOREGS. Dwa lata później otrzymał zespołową nagrodę specjalną za współpracę w opracowaniu Mapy Geologicznej Polski bez utworów kenozoiku w skali 1:1 000 000.
Jest współautorem arkuszy i objaśnień do Mapy Geologicznej Polski w skali 1:200 000 (Bielsko-Biała, Cieszyn, Jasło), arkuszy Szczegółowej Mapy Geologicznej Polski w skali 1:50 000 (wraz z objaśnieniami) – Rabka, Szczawnica, Czadca-Ujsoły, Myślenice, Kalwaria Zebrzydowska, Lachowice, Milówka, Sucha Beskidzka, a także autorem arkusza Wadowice (2010). Uczestniczył przy opracowywaniu Polsko-Słowacko-Czeskiego Atlasu Geologicznego Karpat Zewnętrznych i Zapadliska Przedkarpackiego pod redakcją D. Poprawy i J. Nemcoka wydanego w latach 1988–1989. Wspólnie z geologami austriackimi jest odpowiedzialny za opracowywanie zagadnienia dotyczącego tektoniki płaszczowiny magurskiej w strefie kontaktu z jednostkami grupy średniej. Wyniki tych badań zostały zaprezentowane na warsztatach tektonicznych organizowanych przez Polską Akademię Nauk przy współpracy z PIG oraz w trakcie Zjazdu CBGA i PANCARDI 97. Wojciech Ryłko jest także jednym ze współautorów Atlasu Geologicznego Ścięcia Poziomego Karpat w skali 1:750 000 (1997), Atlasu tektonicznego Polski (1998), Mapy geologicznej Karpat Zachodnich i obszarów przyległych w skali 1:500 000 (2000).
Wraz z zespołem współpracowników z Oddziału Karpackiego, zajmował się problematyką dotyczącą morfologii, budowy geologicznej i głębokości skonsolidowanego podłoża Karpat – na podstawie wyników sondowań magnetotellurycznych oraz oceną jego wpływu na rozkład mas fliszowych.
W 2004 r. Wojciech Ryłko przygotował do druku rozdział dotyczący budowy geologicznej Karpat Zewnętrznych w I tomie (część 3a) Budowy geologicznej Polski. Wynikiem kilkuletnich ekspedycji terenowych organizowanych w ramach współpracy służb geologicznych Polski, Słowacji, Rumunii i Ukrainy są mapy geologiczne Karpat w skali 1:200 000, a także korelacja wydzieleń litostratygraficznych Karpat dla obszaru Polski, Słowacji, Ukrainy i Rumunii, obejmująca obszar między rzekami Biała i Risca w Rumunii.
W 2006 r. Wojciech Ryłko uhonorowano zespołową Nagrodą Dyrektora PIG za Mapę geologiczną łuku Karpat Zewnętrznych pomiędzy południkiem rzeki Białej w Polsce a równoleżnikiem rzeki Risca w Rumunii w skali 1:200 000.
W roku 2008 ponownie otrzymał Nagrodę Dyrektora PIG, jako współautor Atlasu geologiczno-strukturalnego paleozoicznego podłoża Karpat Zewnętrznych i zapadliska przedkarpackiego.
Do osiągnięć naukowych Wojciecha Ryłki należy dodać opracowania dotyczące tzw. skałek w profilu jednostek brzeżnych Karpat Zewnętrznych Polski i Ukrainy, Skałek Andrychowskich, olistolitów wapiennych polskich Karpat Zewnętrznych, egzotyków karpackich, genezy okna tektonicznego Smilna.
Obszarem badań Wojciecha Ryłko była także problematyką związaną z możliwościami składowania CO2 na obszarze Karpat i zapadliska, czego rezultatem było wyznaczenie potencjalnych skał zbiornikowych i rejonów ich występowania.
Na dorobek naukowy Wojciecha Ryłko składają się także liczne artykuły – ponad 50 publikacji, arkusze map geologicznych i objaśnienia do tychże arkuszy. Wojciech Ryłko był także organizatorem, współorganizatorem oraz uczestnikiem, w kongresach – Polski Kongres Geologiczny, konferencjach naukowych (CBGA, Krym – 2001; Oil nad Gas of Ukraine – 2004), zjazdach (Zjazdy PTG), sympozjach, warsztatach (VI Karpackie Warsztaty Tektoniczne), sesjach naukowych (Analiza basenu trzeciorzędowego przedkarpacia, 1998) organizowanych w Polsce i poza jej granicami, m.in. na Krymie, w Salonikach, Wiedniu, Jaremczu, Belgradzie.
Wojciech Ryłko jest autorem i współautorem przewodników kongresowych, konferencyjnych, zjazdowych oraz wycieczek terenowych. Do jego dokonań należy doliczyć także liczne opracowania archiwalne – ponad 26 opracowań, w tym: projekty i opracowania projektów badawczych, dokumentacje wynikowe, opinie do dokumentacji geologiczno-inżynierskich czy opinie geologiczne.

## Życie prywatne
Był dwukrotnie żonaty. Miał dwóje dzieci. Syna, Łukasza Ryłko z pierwszego małżeństwa i córkę, Justynę Ryłko z drugiego małżeństwa.